# ロプノール県
ロプノール県（ロプノールけん、モンゴル語:ᠯᠣᠪᠨᠠᠭᠤᠷ
ᠱᠢᠨᠢ　、漢名：尉犁県）は、中華人民共和国新疆ウイグル自治区バインゴリン・モンゴル自治州にある県。タクラマカン砂漠の東北部に位置する。
前漢の時代には、この地に渠犁国が所在した。なお、名称はロプノール県であるが、県名の由来とされる「さまよえる湖」として知られるロプノールは、この県でなく隣接するチャルクリク県にあり、「尉犁県」（ユーリー県）を「ロプノール県」とも呼ぶ理由は不明である。ロプノールは中国語の漢字表記では「羅布泊（簡体字表記:罗布泊）」と書く。

## 行政区画
3鎮、5郷を管轄：
- 鎮：ロプノール鎮（尉犁鎮）、イッティパク鎮（団結鎮）、興平鎮
- 郷：タリム郷（塔里木郷）、デョンコタン郷（墩闊坦郷）、カルチュガ郷（喀爾曲尕郷）、アクソピ郷（阿克蘇普郷）、ギュルバグ郷（古勒巴格郷）

## 参照項目
- 大西海子貯水池